# Kelp Bank
Die Kelp Bank (englisch) ist eine Untiefe vor der Nordküste Südgeorgiens. Sie liegt 3 km nordöstlich des Kap Crewe.
Ihr Name ist erstmals auf einer Landkarte der britischen Admiralität aus dem Jahr 1931 verzeichnet. Namensgebend ist ein hier anzutreffender Kelpwald.